# Virgen leyendo

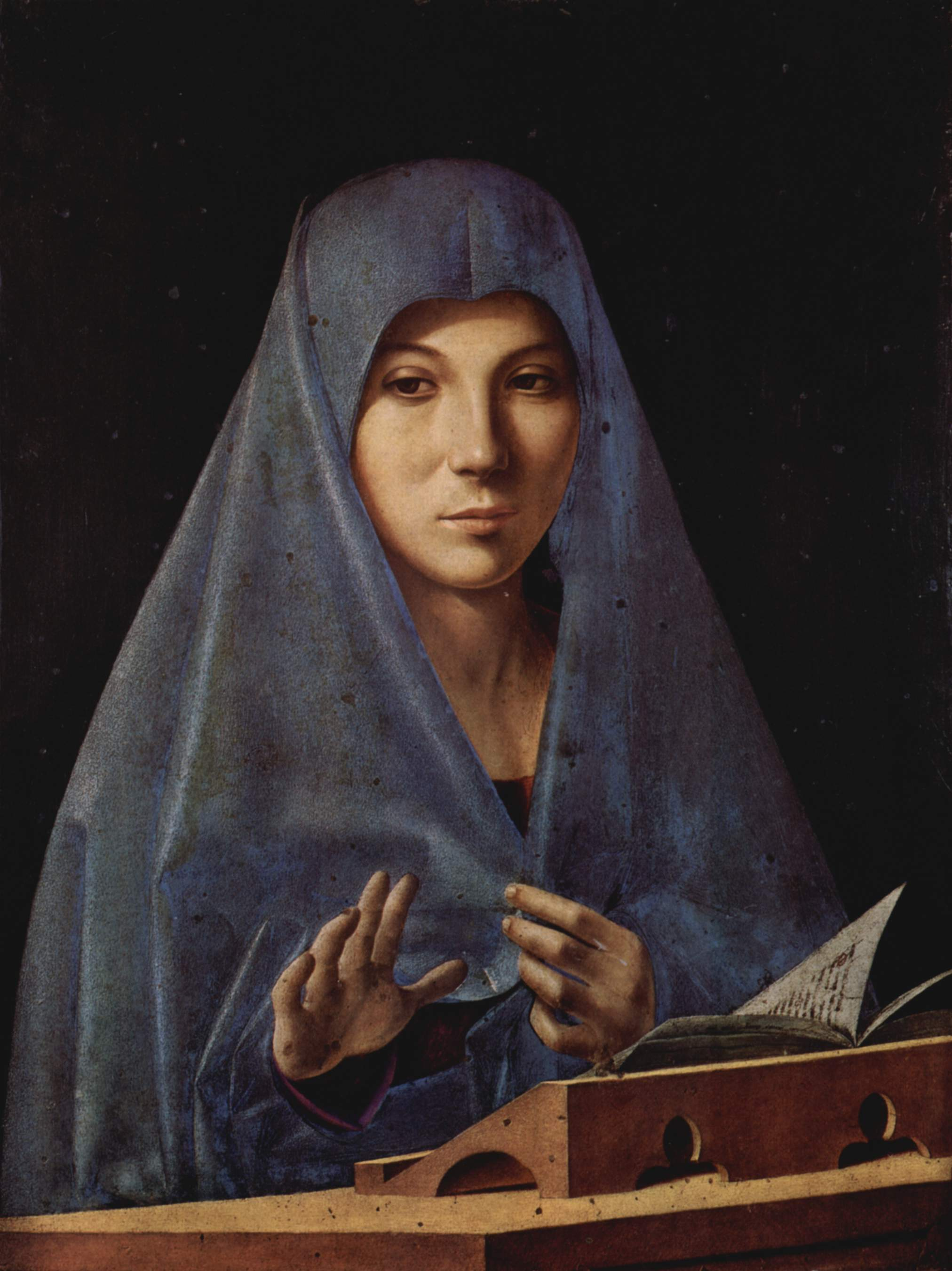
LaVergine leggente (1475 ca.) en la anticipación de la Anunciación de Antonello da Messina de Palermo.

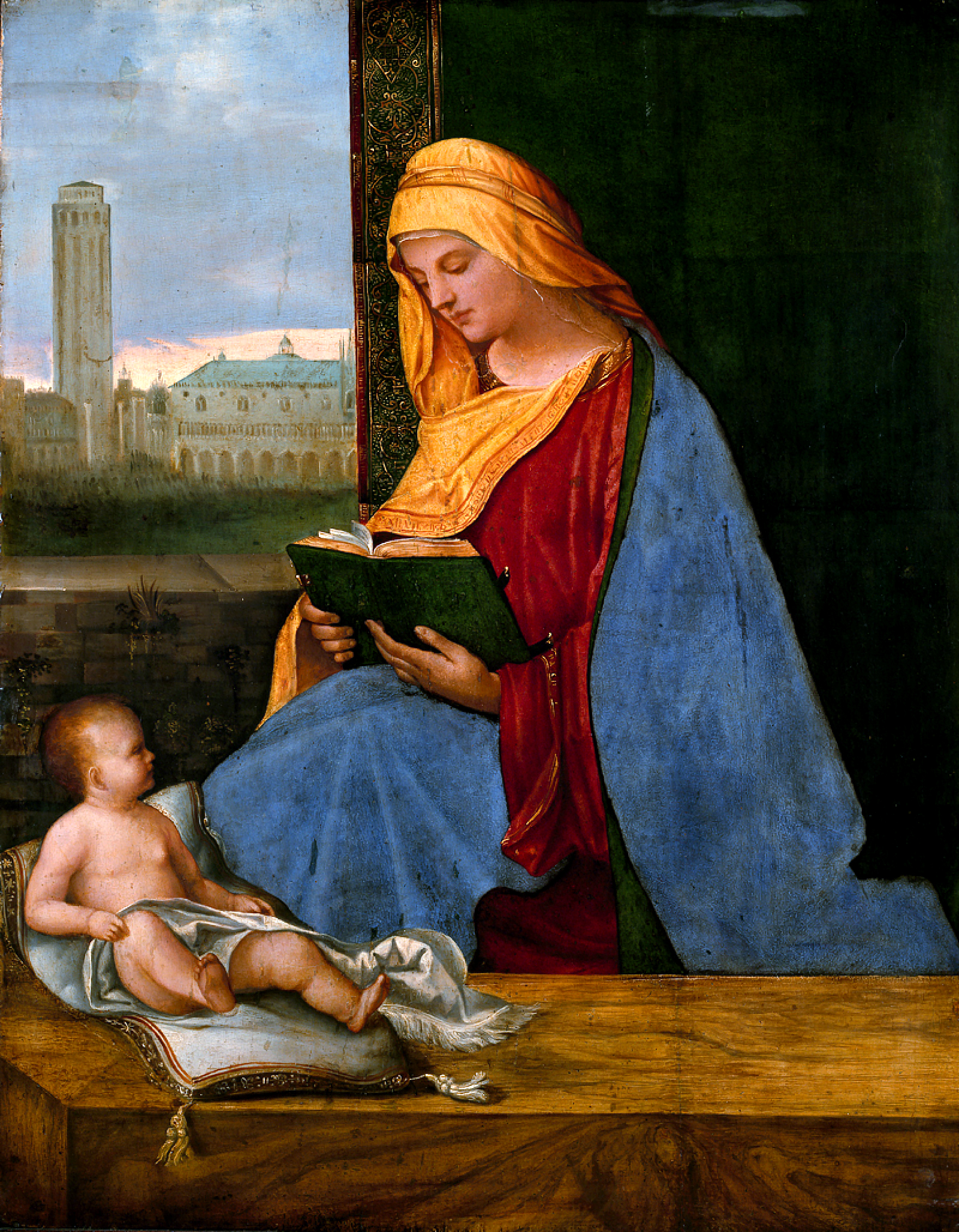
Madonna leggente (1500 ca.) di Giorgione, en el Ashmolean Museum.

La figura de la virgen leyendo es una tipología muy popular de la iconográfica cristiana, en la que María, está representada mientras lee, fruto de la representación de La Anunciación, donde el arcángel anunciador sorprende a la Virgen leyendo. La aparición de este tema, se produjo dentro del movimiento de la pintura renacentista en el siglo XV, en estrecha relación con el surgimiento de la cultura humanista de la mujer, hacia el final del siglo XIV y XV, de matriz religiosa, centrada en el uso de la lengua vulgar.

## Raíces culturales
El libro es uno de los atributos típicos de María en representaciones como La Anunciación. Su presencia, que simboliza la Sagrada Escritura y su cumplimiento en los episodios clave de la historia de María, ha sido documentada desde los primeros ejemplos, como en Anunciación entre los santos Ansano y Margarita del artista italiano Simone Martini, el primer retablo dedicado a este tema, fue realizado en el año 1333 para la catedral de Siena.

### perro Las fuentes en la lengua vulgar literaria religiosa
Los orígenes de este tipo iconográfico se refieren en el arte del Renacimiento, particularmente evidente, entre el siglo XIV y XV.
Era una singular asociación de la figura femenina en una actividad intelectual como la lectura, a la que las mujeres no tenían un acceso fácil y que era, por tanto, un privilegio en general del sexo masculino.

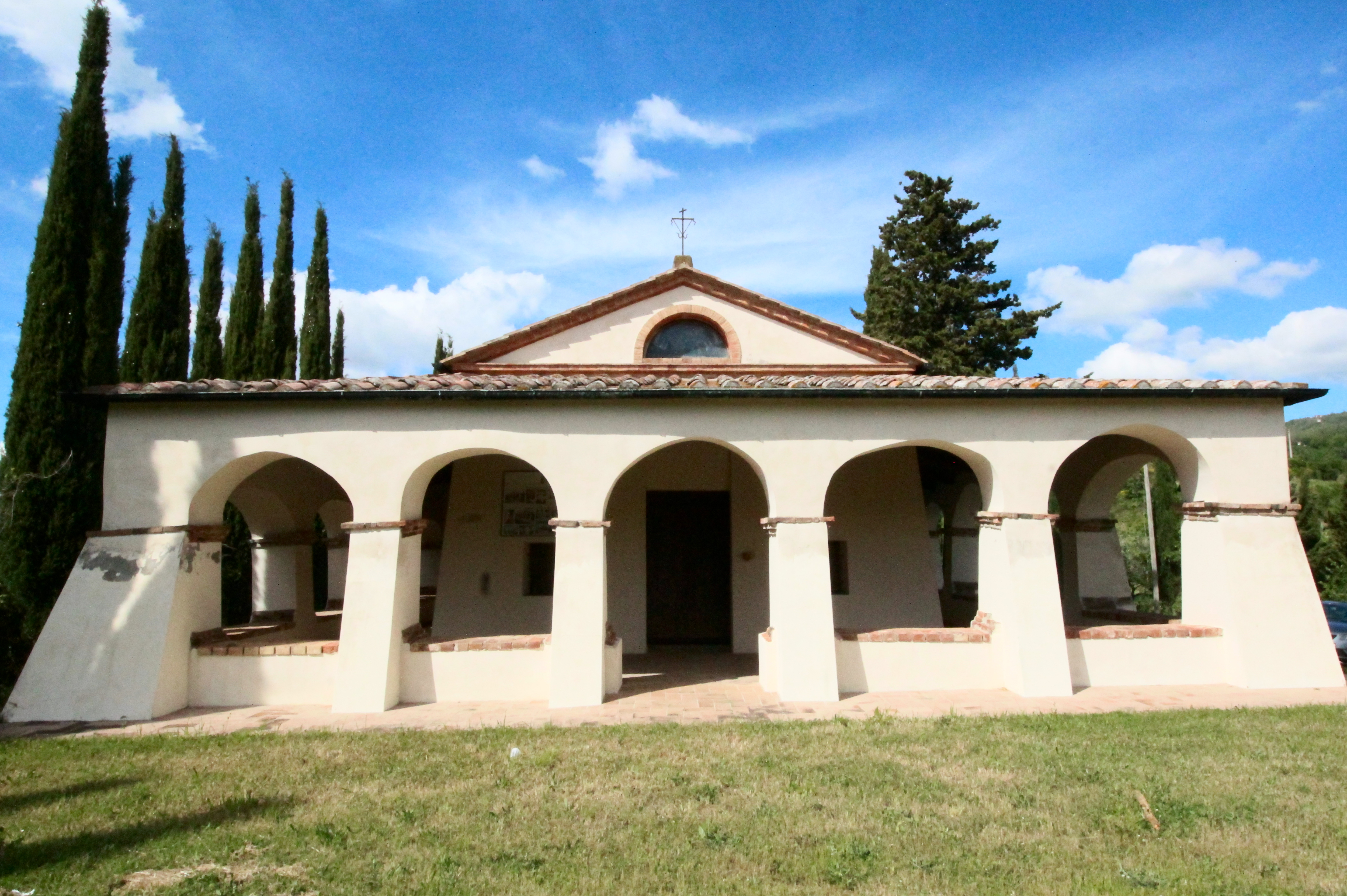
Santuario de la Madonna del Libro de Castelnuovo di Val di Cecina.

Se cree que esta asociación inusual a continuación se combinó en un verdadero tópico común artístico, que está relacionado con el importante papel que desempeñaron las mujeres, durante los siglos XIV y XV, la afirmación de una cultura religiosa y una conexión literaria con el uso de la lengua vulgar.
El tema de la Virgen también se convirtió en un objeto de culto específico mariano del catolicismo, que encontró su centro en el santuario de la Madonna del Libro de Castelnuovo di Val di Cecina.

## Interpretaciones del tema

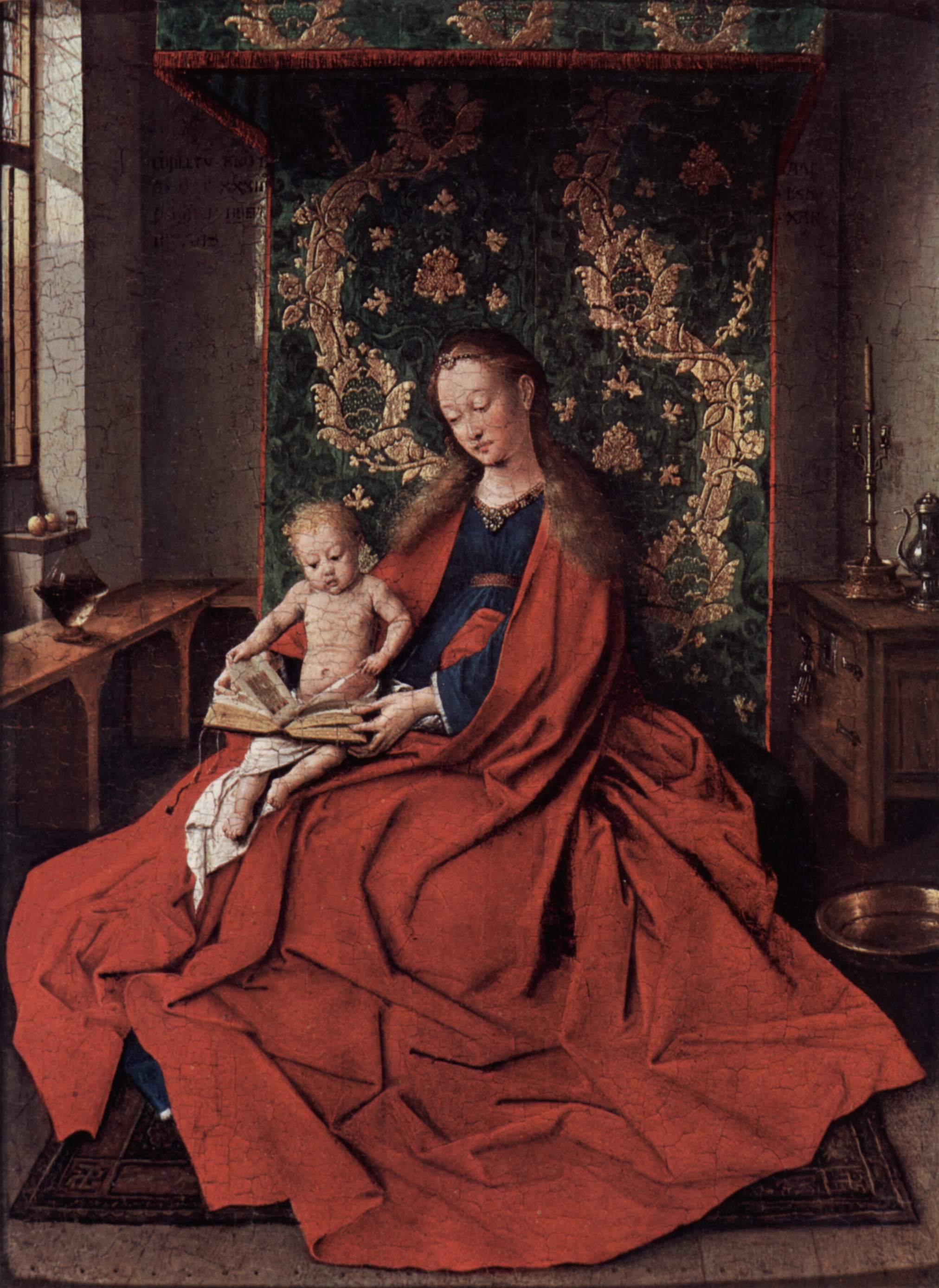
Madonna de Ince Hall (1433), de autor incierto.

El tema se declina en varias formas. Una de estas obras a María como una sola figura, absorta en una lectura endofasica o interior, como en la famosa representación de la Vergine leggente  anticipación Anunciación, de Antonello da Messina (ca. 1475)
En otras interpretaciones, en cambio, el tema se representa con la intención de la representación de la Virgen en la lectura esofásica o en alta voz, dirigida al Niño o, en otros casos, leyendo con el Niño.
Madona de Ince Hall, de origen incierto - probablemente una copia que un autor desconocido que sacó de un original perdido, posiblemente por Jan van Eyck y su escuela), 1433, Galería Nacional de Victoria, Melbourne.
Madonna che legge de Paolo Morando Il Cavazzola (1508).

### Rafael Sanzio

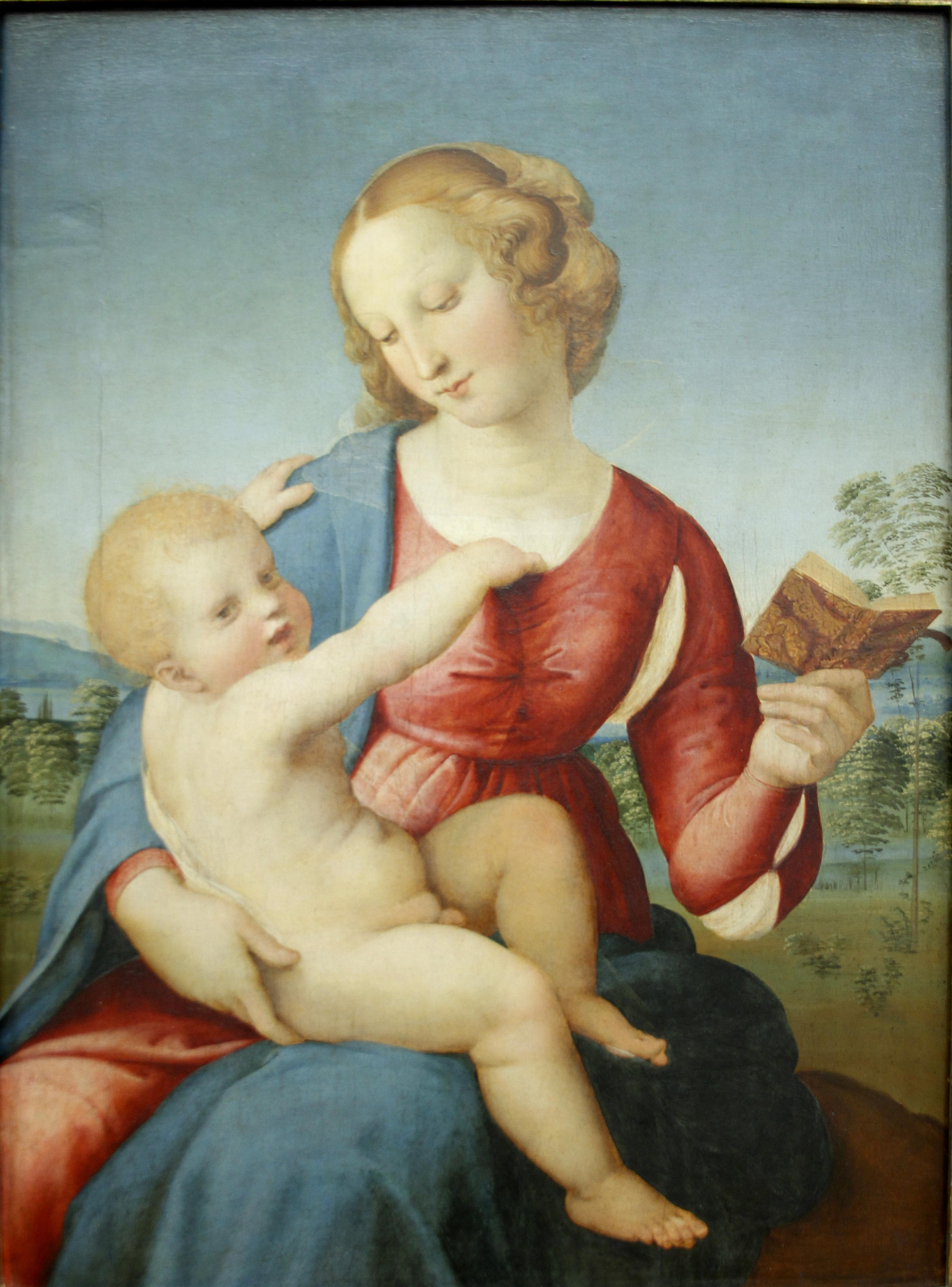
Madonna Colonna de Rafael Sanzio (ca. 1507), en Gemäldegalerie de Berlín.

Se puede encontrar un desarrollo particular del tema en Rafael Sanzio, quien lo interpretó en una serie de pinturas y en un fresco :
- Madonna di Pasadena (1503), Museo Norton Simon.
- Madonna Solly (hacia 1504). Staatliche Museen, Berlín.
- Madona Connestabile (1504), Museo del Hermitage, San Petersburgo.
- Madonna Colonna, Gemäldegalerie de Berlín.
- Madonna Alba (1511), Galería Nacional de Arte, Washington D. C..
- Madonna di Casa Santi (fresco) en Urbino.